# Cucut pit-roig
El cucut pit-roig (Cuculus solitarius) és una espècie d'ocell de la família dels cucúlids (Cuculidae) que habita zones boscoses de l'Àfrica Subsahariana.